# Paul von Klenau
Paul August von Klenau (Copenhague, 11 de febrero de 1883-Copenhague, 31 de agosto de 1946) fue un compositor danés que trabajó principalmente en Alemania y Austria.

## Biografía
Klenau nació en Copenhague, donde estudió con Otto Malling. Ya de joven dejó su país natal para estudiar y trabajar en Alemania y Austria, entre otros con Max Bruch, Ludwig Thuille y Max von Schillings. Su primera sinfonía, influenciada por Anton Bruckner, se estrenó con éxito en 1908 en el Tonkünstlerfest en Múnich. En solo cinco años siguieron tres sinfonías más. Las influencias posteriores incluyen la música francesa, Richard Strauss y la técnica de doce tonos de Arnold Schoenberg. Klenau estuvo entre los defensores de Arnold Schönberg durante la década de 1920, y Schoenberg asistió a un concierto de su música conducido por Klenau en 1923 en Friburgo. También pertenecía al círculo de amigos de Alban Berg. 
Klenau nunca logró el reconocimiento completo como compositor en Dinamarca, pero ocupó varios cargos importantes como director de orquesta. En 1912, dirigió los conciertos de la Sociedad Bach de Fráncfort, pero ya al año siguiente regresó al puesto de director en la ópera de Friburgo. Tomó residencia permanente en Baviera, donde era propietario de una casa de campo, pero como director viajó mucho, tanto en Alemania como en el Reino Unido. Pasaba los veranos en Dinamarca. En 1922, se convirtió en director de coro en el Vienna Konzerthausgesellschaft, donde trabajó hasta 1930, los últimos seis años como Konzertdirektor. 
Después del primer período orquestal que duró hasta alrededor del estallido de la Primera Guerra Mundial, Klenau cambió su enfoque hacia el drama musical. Desde 1913 hasta 1940, escribió siete óperas (sin contar la ópera-oratorio Sulamith). La ópera de mitología nórdica Kjartan und Gudrun (1918, rev. 1924) fue estrenada por Wilhelm Furtwängler en Mannheim. Este trabajo fue seguido en 1926 por la ópera cómica Die Lästerschule (a partir de The School for Scandal de Sheridan). Entre 1933 y 1939, Klenau compuso tres óperas dodecafónicas: Michael Kohlhaas (a partir de la novela homónima de Kleist), Rembrandt van Rijn y Elisabeth von England. Su última ópera, Elisabeth von England, se realizó en 1941 en el Royal Theatre de Copenhague como (probablemente) su primera ópera dodecafónica; También fue una de las pocas obras de Klenau que se estrenó en su Dinamarca natal durante su vida. 
Klenau vivió en Viena hasta que la sordera le impidió continuar su carrera como director. En 1940 regresó a Copenhague, donde permaneció hasta su muerte en 1946, con 63 años. En los años alrededor de 1940, regresó a la música orquestal con sus tres últimas sinfonías: Triptikon (n.º 5, 1939), Nordische Symphonie (n.º 6, 1940) y Sturmsymphonie (n.º 7, 1941). Estas obras fueron escritas en un estilo mucho más recatado que sus sinfonías anteriores. También vino a escribir una octava sinfonía. Una novena sinfonía, cuya existencia había permanecido desconocida durante décadas, fue recuperada por los herederos de Klenau en 2005. La obra, escrita para grandes orquestas, coros y solistas, ha sido descrita como «la sinfonía más extensa jamás escrita por un danés».

## Reputación
El papel de Klenau bajo el nacionalsocialismo ha sido controvertido. Fred Prieberg caracteriza la relación de Klenau con los nazis como uno de mutuo oportunismo: para el régimen, podría ser útil como activista de los lazos culturales entre Alemania y Dinamarca; para Klenau esta actitud le abrió puertas que permanecieron cerradas para los demás. A modo de ejemplo, Prieberg cita el estreno aparentemente sin problemas de las tres óperas dodecafónicas de Klenau en una época en que las técnicas de doce tonos eran condenadas como «bolchevismo cultural».
Según Schönberg, Klenau una vez defendió su uso de la técnica de doce tonos como la base de una ópera como ejemplo del arte nacionalsocialista, haciendo una analogía con el Führerprinzip, donde todo en la pieza debía seguir al líder. Esto, y una analogía política hecha por compositores socialistas, Schönberg también la ridiculizó como«tonterías». Se refiere a Klenau como «el compositor alemán, Paul von Klenau». 
La producción musical de Klenau, parte de la cual está experimentando un aumento en grabaciones, incluye nueve sinfonías, tres cuartetos de cuerda y una puesta en escena (1919) de Die Weise von Liebe and Tod des Cornets de Rainer Maria Rilke, entre otras obras.

## Obras (selección)

### Óperas
- Sulamith (1913)
- Kjarten und Gudrun (1918)
- Die Lästerschule (1925)
- Michael Kohlhaas (1933)
- Rembrandt van Rijn (1936)
- Elisabeth von England (1941)

### Ballets
- Klein Idas Blumen (1916)
- Marion (1920)

### Sinfonías
- Sinfonía n.º 1 en fa menor (1908)
- Sinfonía n.° 2 (1911)
- Sinfonía n.º 3 (1913)
- Sinfonía n.º 4 Dante-Symphonie (1913)
- Sinfonía n.º. 5 Triptikon (1939)
- Sinfonía n.º 6 Nordische Symphonie (1940)
- Sinfonía n.° 7 Die Sturmsymphonie (1941)
- Sinfonía n.º 8 Im Alten Stil (1942)
- Sinfonía n.° 9 (1945)

### Orquesta
- Paolo y Francesca, fantasía sinfónica (1913).
- Gespräche mit dem Tod, ciclo de canciones con orquesta (1916)
- Jahrmarkt bei London, poema sinfónico (1922)
- Concierto para violín (1922)
- Altdeutsche Liedersuite para orquesta (1934)
- Festsymphonie (1938)
- Musik nach Weisen der Minnesänger für Orchestre

### Coro
- Die Weise von Liebe y Tod des Kornetts Christoph Rilke cantata (1918)

### Música de cámara
- Cuarteto de cuerdas n.° 1 en mi menor (1911)
- Cuarteto de cuerdas n.° 2 (1942)
- Cuarteto de cuerdas n.º 3 (1943)

### Piano solo
- 9 piezas (1915)
- 3 Stimmungen (1918)